# Pedro de Silva y Tenorio
Pedro de Silva y Tenorio (? - Toledo, 1479) fue un religioso dominico español, obispo de Orense y de Badajoz.

## Biografía
Fue el primer hijo del matrimonio habido entre el adelantado de Cazorla Alfonso Tenorio de Silva y Guiomar de Meneses, pero en 1412 renunció a sus derechos de primogenitura en favor de su hermano Juan de Silva y Meneses, que después sería conde de Cifuentes, para profesar en la orden de Santo Domingo en el monasterio de San Pedro Mártir de Toledo, donde estudió teología.
En 1447 el rey Juan II de Castilla lo presentó al obispado de Orense, que rigió casi quince años;
en 1462 fue promovido al de Badajoz, que mantuvo durante otros diecisiete hasta su muerte ocurrida en 1479.
Algunos autores lo mencionan como obispo de Tuy o de Lugo, aunque ambas informaciones parecen ser fruto de sendos errores:
la primera derivada de una equivocación del historiador Juan de Mariana, y la segunda de su epitafio, redactado años después de su muerte.
| Predecesor: Juan de Torquemada  | Obispo de Orense 1447 – 1462  | Sucesor: Alonso López de Valladolid |
| Predecesor: Lorenzo de Figueroa | Obispo de Badajoz 1462 – 1479 | Sucesor: Gómez Suárez de Figueroa   |